# Pseudeurostacris valida
Pseudeurostacris valida är en insektsart som beskrevs av Marius Descamps 1978. Pseudeurostacris valida ingår i släktet Pseudeurostacris och familjen Romaleidae. Inga underarter finns listade i Catalogue of Life.